# Aeroportul Belo Horizonte/Pampulha – Carlos Drummond de Andrade
Aeroportul Belo Horizonte/Pampulha – Carlos Drummond de Andrade (IATA: PLU, ICAO: SBBH) este un aeroport din Minas Gerais, Brazilia ce deservește zona Belo Horizonte. Aeroportul a fost tranzitat în 2022 de 0 pasageri. A fost numit după Carlos Drummond de Andrade.
Situat la o altitudine de 789 m, aeroportul dispune de 1 pistă. Este operat de Infraero⁠(d).

## Infrastructură

### Piste
Aeroportul dispune de o singură pistă. Pista 13/31 are suprafața de asfalt și dimensiunile 2.538 m × 45 m. 